# Sant Pere de Vilamarics
Sant Pere (o Sant Esteve) de Vilamarics és una església de Monistrol de Montserrat (Bages) inclosa a l'Inventari del Patrimoni Arquitectònic de Catalunya.

## Descripció
És una església romànica d'una sola nau coronada per un absis semicircular a llevant, al centre del qual s'obre una finestra de doble esqueixada coronada per un arc monolític de mig punt. La nau ha perdut totalment la coberta original però l'absis encara la conserva essent de quart d'esfera. La porta original era al mur de migdia, formada per un arc de mig punt amb grans dovelles. Al mur de ponent hi ha el campanar d'espadanya, senzill.
L'església fou remodelada al segle xix i enguixats els seus murs interiors; es va obrir també una nova porta a ponent i es va reforçar el mur amb un contrafort. L'edifici fou abandonat l'any 1936 i avui resta en estat molt lamentable.
Conserva vestigis de la primera construcció preromànica.

## Història
L'església de Sant Pere de Vilamarics depenia del monestir de Santa Maria de Montserrat per donació dels comtes de Barcelona Sunyer i Riquilda l'any 921 (Vila Milech), al monestir de Ripoll. En fundar-se el priorat a Montserrat aquesta església i el seu alou formaren part del seu patrimoni car el monestir de Montserrat estava vinculat a la casa mare de Ripoll. L'any 1924 fou unida a l'església de Sant Cristòfol de Castellbell i abandonada després de 1936.